# Dez Mandamentos da Moral e Ética Socialista

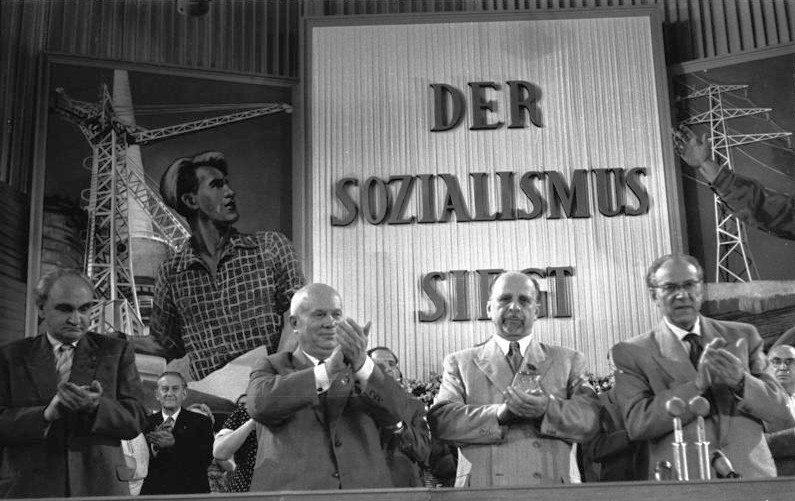
Quinta conferência partidária do SED no Werner-Seelenbinder-Halle em Berlim, 1958

Os Dez Mandamentos da Moral e Ética Socialista (também: 10 Mandamentos para o Novo Homem Socialista ) foram publicados por Walter Ulbricht, então Primeiro Secretário do SED, no quinto congresso partidário do SED (10-16 julho de 1958) anunciou. Em termos formais baseados nos Dez Mandamentos bíblicos, eles resumiam os deveres políticos de cada cidadão da RDA, foram incluídos no programa partidário do SED no sexto congresso do partido SED em 1963 e lá permaneceram até 1976.

## Texto
Os lances foram:

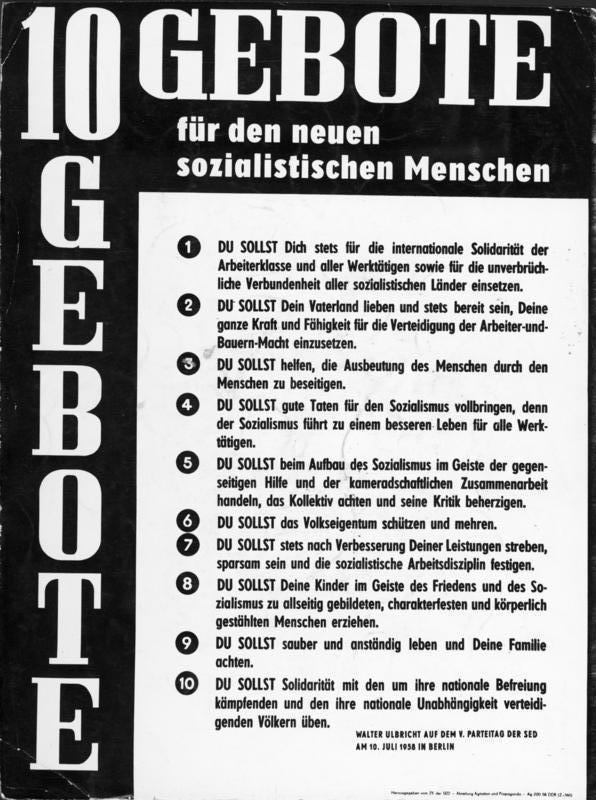
Os 10 mandamentos para o novo homem socialista

1. Você deve sempre trabalhar pela solidariedade internacional da classe trabalhadora e de todos os trabalhadores, bem como pela solidariedade inquebrantável de todos os países socialistas.
2. Você deve amar sua pátria e estar sempre pronto para usar todas as suas forças e habilidades para defender o poder dos trabalhadores e camponeses .
3. Você deve ajudar a eliminar a exploração do homem pelo homem.
4. Você deve fazer boas ações pelo socialismo, porque o socialismo leva a uma vida melhor para todos os trabalhadores.
5. Ao construir o socialismo, você deve agir com espírito de ajuda mútua e cooperação camarada, respeitar o coletivo e ouvir suas críticas .
6. Tu protegerás e aumentarás a propriedade pública .
7. Você deve sempre se esforçar para melhorar seu desempenho, ser frugal e fortalecer a disciplina de trabalho socialista.
8. Você deve educar seus filhos no espírito de paz e socialismo para serem pessoas bem educadas, obstinadas e fisicamente fortes.
9. Você deve viver limpo e decente e respeitar sua família.
10. Você deve mostrar solidariedade com os povos que lutam pela libertação nacional e defendem sua independência nacional.